# Mesquita de Qiyaslı
La Mesquita de Qiyaslı (àzeri: Qiyaslı məscidi) és una mesquita situada al poble de Qiyaslı del raion d'Agdam, a l'Azerbaidjan. El 2 d'agost del 2001, el Gabinet de Ministres de la República de l'Azerbaidjan prengué la mesquita sota protecció estatal com a Monument arquitectònic d'importància local.

## Història
La mesquita fou construïda en el segle xviii. A començament de la dècada dels 1990, durant la Guerra de l'Alt Karabakh, el llogaret de Qiyaslı fou ocupat per les forces militars armènies. El poble de Qiyaslı fou retornat a l'Azerbaidjan després de la Guerra de l'Alt Karabakh de 2020. El reporter gràfic Resa Deghati assenyalà que abans d'abandonar la regió, els armenis calaren foc a la mesquita. El corresponsal de Kommersant, Kirill Krivosheev, confirmà que hi havia munts de fenc a la mesquita del llogaret i que s'havia construït un corral a prop.

## Galeria

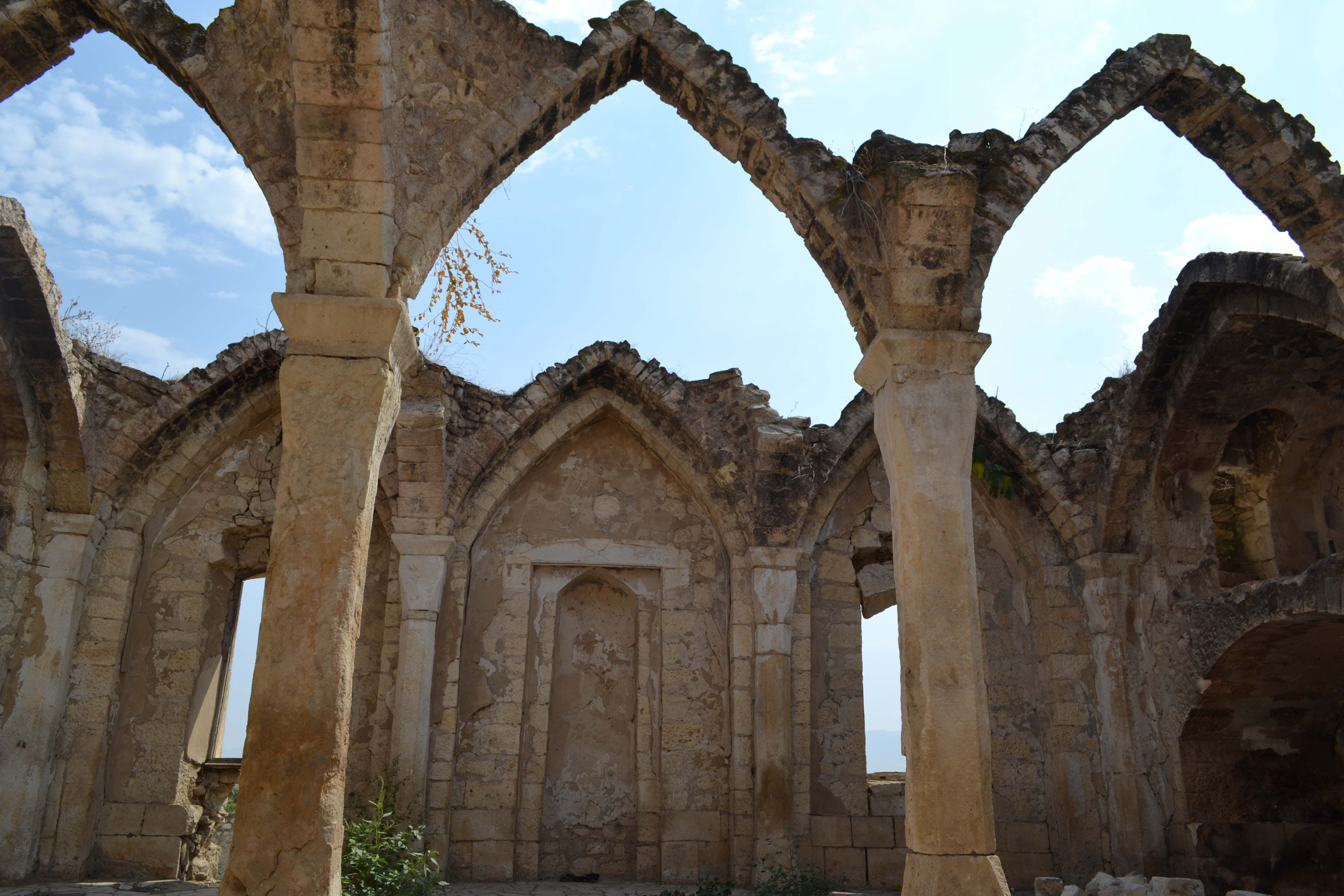
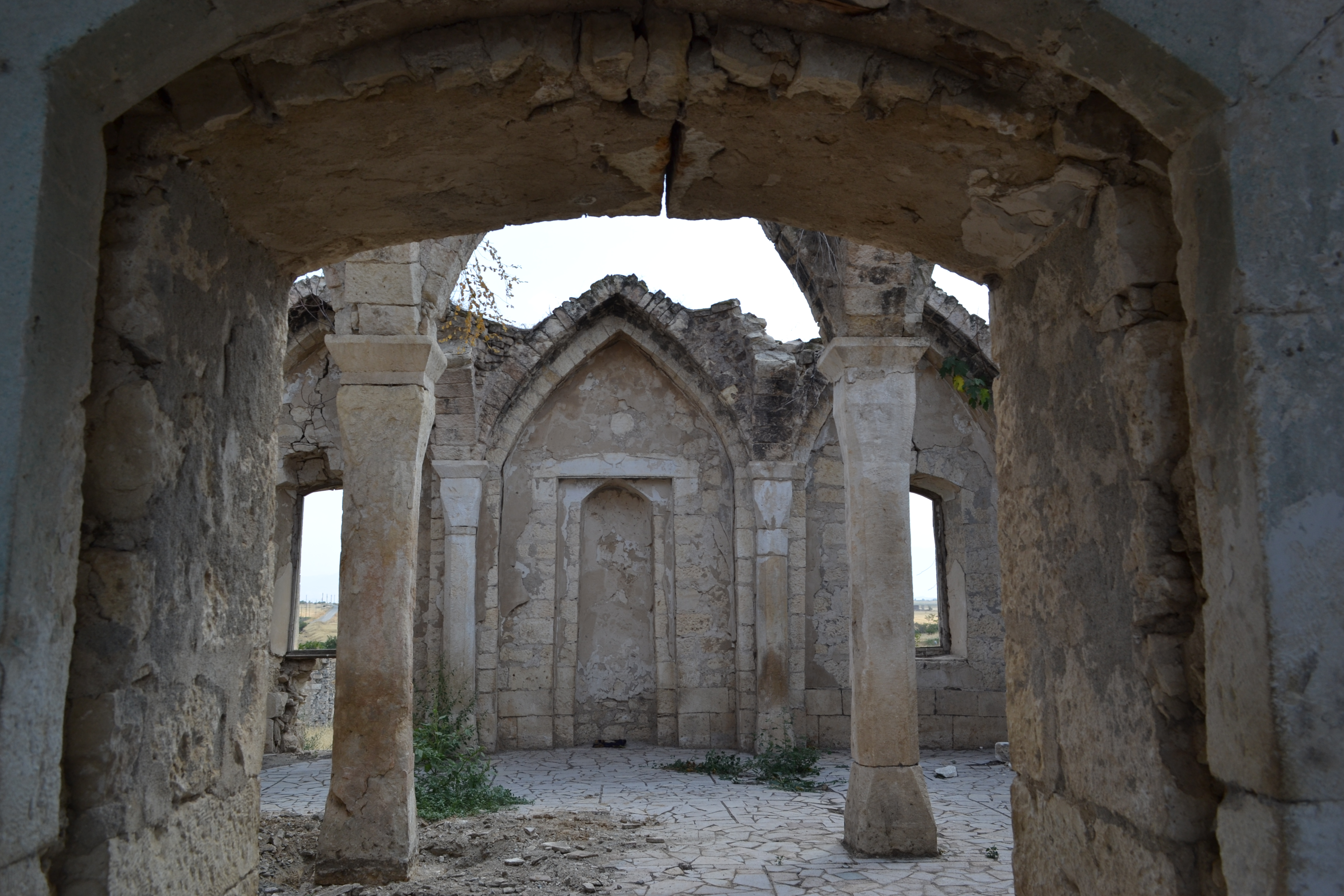
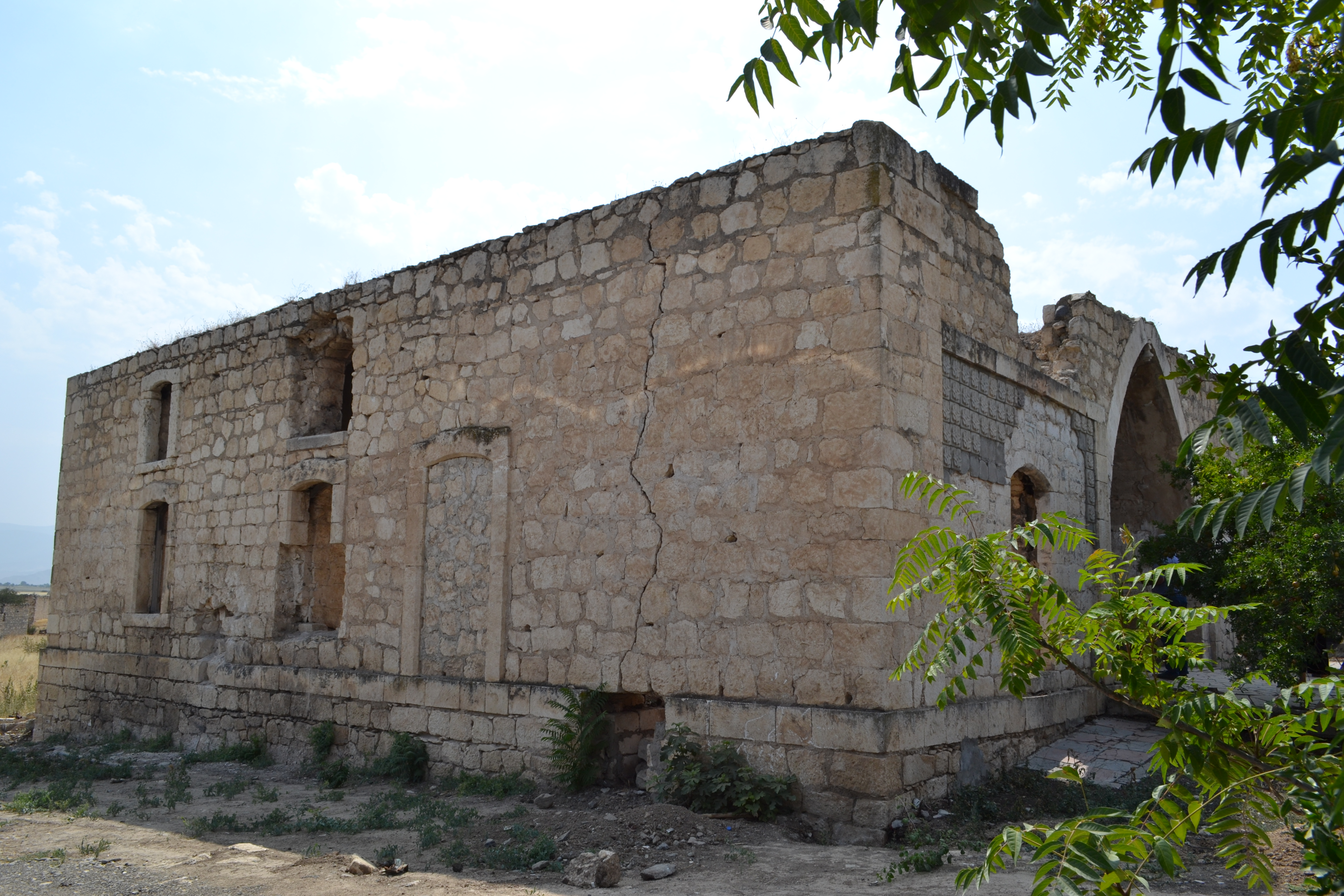
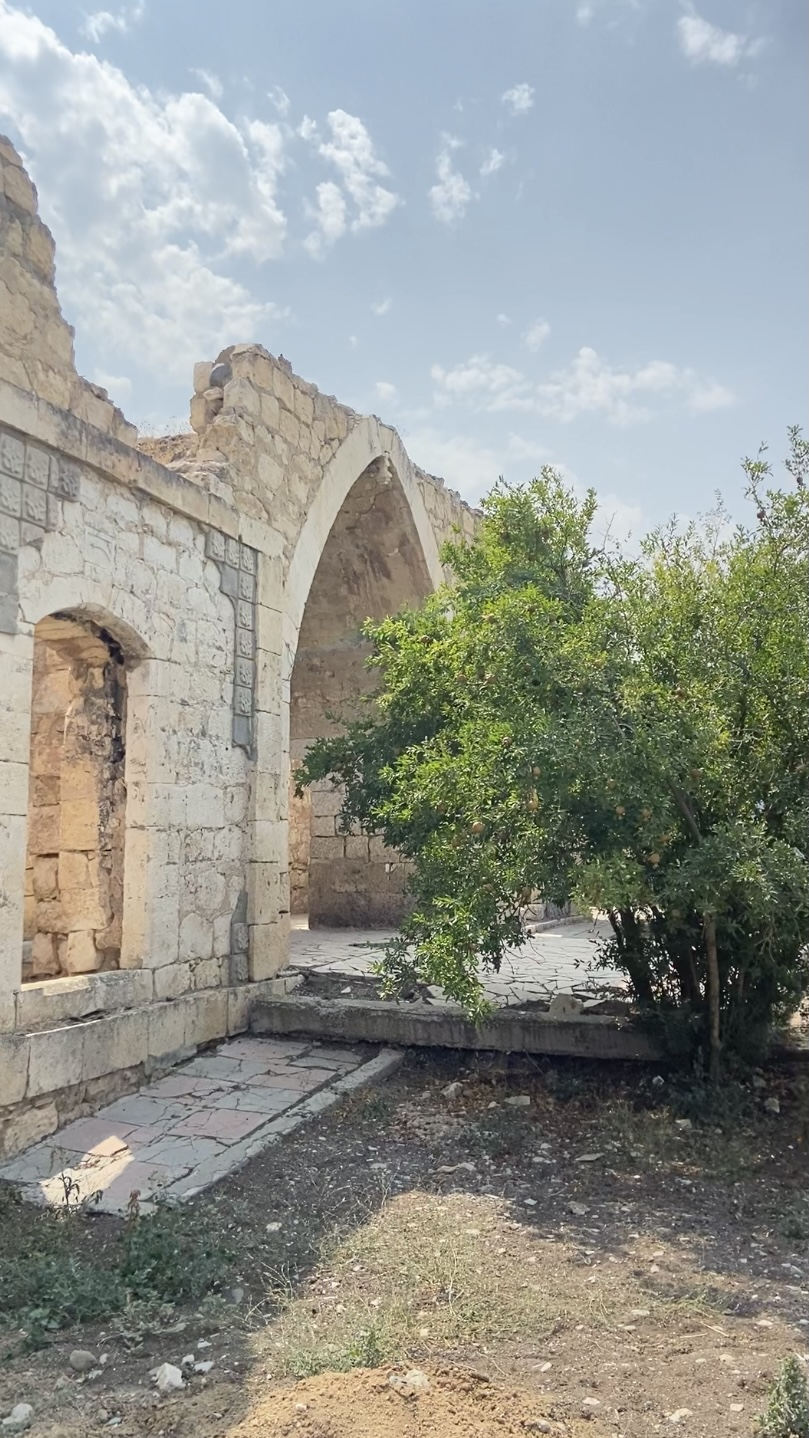